# 细叶线柱兰
细叶线柱兰（学名：Zeuxine strateumatica）产于中国南部、日本、菲律宾、马来西亚、新几内亚岛、老挝、柬埔寨、越南、缅甸、斯里兰卡、印度的阿萨姆至克什米尔地区、阿富汗等地。模式标本来源于斯里兰卡。原生地海拔1000米以下。